# Ha… (vers)

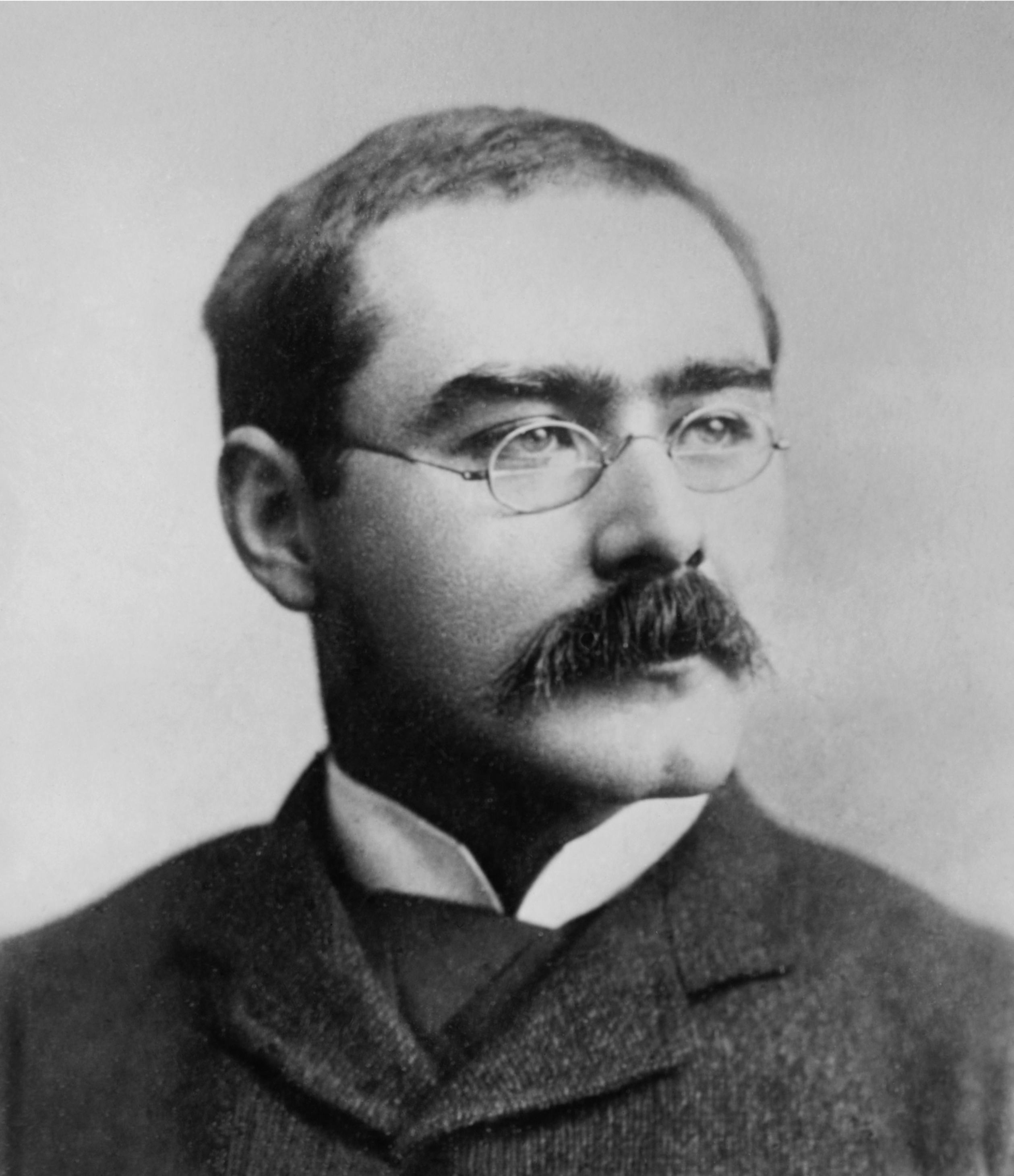
Kipling

A Ha… Rudyard Kipling verse, amely először 1910-ben kiadott kötetében, a Jutalmak és tündérekben jelent meg. A költeményt 1895-ben írta Leander Starr Jameson politikus tiszteletére, ezzel egyetemben a fiának, Johnnak is szánta atyai jó tanácsként.
A vers a viktoriánus kor költészetében gyakori sztoikus, szenvtelen és fegyelmezett hangvételben íródott, amit később a brit nemzet egyik fő jellemzőjének és erényének tulajdonítottak. Ez is hozzájárult a Ha… népszerűségéhez és az angol irodalomban elért magas státuszához. 
Kiplinget a magyar közönség leginkább ifjúsági művei miatt ismerheti, ezek közt is legkiemelkedőbb az 1894-es A dzsungel könyve. Máig ő kapta meg legfiatalabbként a Nobel-díjat, viszont a lovagi címet többször is visszautasította. Rendkívül átfogóan mutatta be a brit birodalom életét és a britek 1995-ben a Ha…-t kedvenc versüknek választották egy, a BBC által végzett felmérésen; emellett viszont máig vitatott az író világirodalomban betöltött szerepe.

## Keletkezése
Bár a verset fiának címezte, 1937-ben megjelent önéletrajzi írásában (Valami magamról) azt nyilatkozta, hogy Leander Starr Jameson ihlette meg az általa vezetett, dél-afrikai búr kormány elleni sikertelen lázadásával, ami később a második búr háborúhoz vezetett. Jameson 600 fős csapata azt a feladatot kapta, hogy a Transvaal Köztársaságban, Johannesburgban lázadást szítson, amihez az ottani britek csatlakoznának, hogy megdöntsék a kormányt, mert megtagadta tőlük a szavazati jogot. Az utolsó pillanatban Londonban mégis visszavonták a tervet, viszont a már határon állomásozó Jameson mégis továbbment csapatával. Kisebb sikertelen összecsapások után azonban feladta a harcot a búrokkal szemben és nem jutott el Johannesburgig. Jameson sosem fedte fel támogatottságának mértékét, és sok Kipling tanulmányban megemlítik, hogy a vers első két sora "Ha nem veszted fejed, mikor zavar van / s fejvesztve téged gáncsol vak, süket" erre utalnak.

## Magyar fordításai

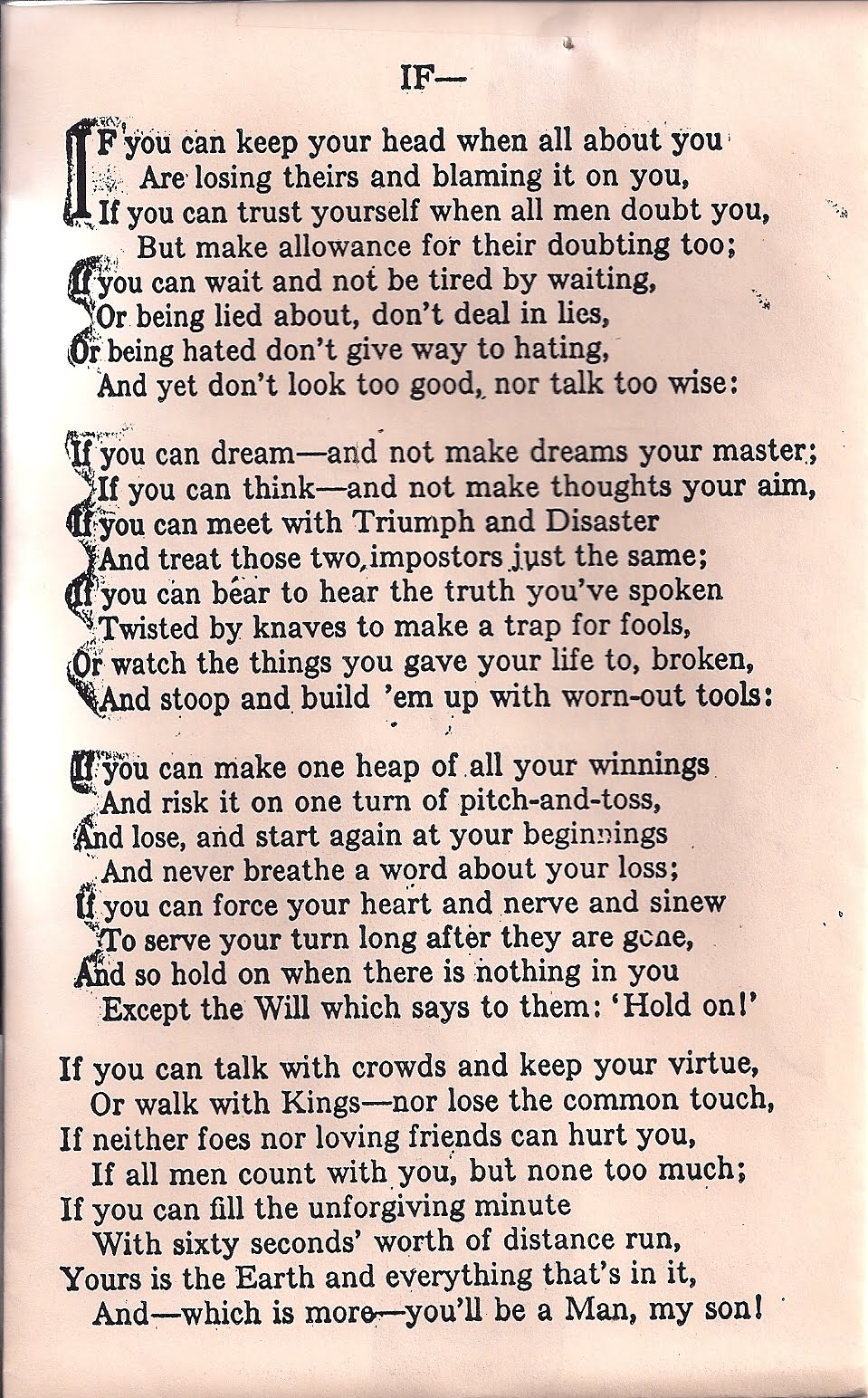
Rudyard Kipling: If-

### Kosztolányi Dezső
Ha nem veszted fejed, mikor zavar van,
s fejvesztve téged gáncsol vak, süket,
ha kétkednek benned, s bízol magadban, 
de érted az ő kétkedésüket,
ha várni tudsz és várni sose fáradsz, 
és hazugok közt se hazug a szád,
ha gyűlölnek, s gyűlölségtől nem áradsz, 
s mégsem papolsz, mint bölcs-kegyes galád,
ha álmodol – s nem zsarnokod az álmod, 
gondolkodol – becsülöd a valót,
ha a Sikert, Kudarcot bátran állod, 
ugy nézed őket, mint két rongy csalót,
ha elbírod, hogy igazad örökre 
maszlag gyanánt használják a gazok,
s életműved, mi ott van összetörve, 
silány anyagból építsék azok.
ha mind, amit csak nyertél, egy halomban, 
van merszed egy kártyára tenni föl,
s ha vesztesz és elkezded újra, nyomban, 
nem is beszélsz a veszteség felől,
ha paskolod izmod, inad a célhoz 
és szíved is, mely nem a hajdani,
mégis kitartasz, bár mi sem acéloz, 
csak Akaratod int: „Kitartani”,
ha szólsz a néphez s tisztesség a vérted, 
királyokkal jársz, s józan az eszed,
ha ellenség, de jóbarát se sérthet, 
s mindenki számol egy kicsit veled,
ha a komor perc hatvan pillanatja 
egy távfutás neked s te futsz vígan,
tiéd a Föld és minden, ami rajta, 
és – ami több – ember leszel, fiam.

## Fogadtatása és utóélete
T. S. Eliot szerepelteti a verset az 1941-ben "A Choice of Kipling's Verse" címmel megjelent kötetében.
Az indiai Pune-i Nemzeti Védelmi Akadémia és a Ezhimala-i Haditengerészeti Akadémia falán is egy-egy bekeretezett példánya áll, katonákat inspiráló szövege miatt, és az író imperializmust támogató nézetei ellenére.
Két sorát, a „ha a Sikert, Kudarcot bátran állod / s ugy nézed őket, mint két rongy csalót” a wimbledoni játékok főépületének a játékosok által használt és az U.S. Open Forest Hill-i (NY, USA) stadionjának bejárata fölé is felírták.